# يوم الاختطاف
يوم الإختطاف (بالكورية: 유괴의 날)؛ هو مسلسل تلفزيوني كوري جنوبي، بطولة يون كي سانغ، بارك سونغ-هون، يو نا، كيم شين-روك، كيم سانغ هو، سيو جاي هي. مبني على الرواية التي تحمل نفس العنوان للكاتب جونغ هاي يون. عرض في 13 سبتمبر 2023 ، يبث على قناة ENA كل أربعاء وخميس. وهو متاح أيضًا على أمازون برايم في مناطق محددة.

## القصة
تدور أحداث المسلسل حول تعاون خاطف أخرق وفتاة عبقرية فقدت ذاكرتها.
كيم ميونغ-جون (يون كي-سانج) رجل فقير ذو قلب دافئ. إنه بحاجة ماسة إلى المال لدفع تكاليف عملية ابنته المريضة. في هذا الوقت، تظهر زوجته السابقة وتعرض عليه اختطاف تشوي رو-هي البالغة من العمر 11 عامًا، التي لديها أبوين ثريين. كيم ميونغ جون يائس لدرجة أنه يقبل عرضها. من أجل اختطافها، كان كيم ميونغ-جون يقود سيارته بالقرب من منزل تشوي رو-هي، لكنه صدم شخصًا عن طريق الخطأ بسيارته. الشخص الذي صدمه هو تشوي رو-هي. تفقد ذاكرتها بسبب هذا الحادث.
كيم ميونغ-جون يأخذ تشوي رو-هي إلى منزله ويبدأ في العيش معها. تعتقد رو-هي انه والدها.إنها فتاة ذكية للغاية. في هذه الأثناء، يريد ميونغ جون إعادة رو-هي إلى والديها، لكنهما لا يردان على الهاتف. يقرر الذهاب إلى منزلهم ومعرفة السبب. هناك يشهد جثث والديها وهي تُنقل من منزلهما. مما زاد الطين بلة، رو-هي تدرك أن ميونغ جون ليس والدها وأنه يكذب بشأن علاقتهما.

## الطاقم

### رئيسي
- يون كي سانغ في دور كيم ميونغ-جون:[8][9]
  - اوه سيونغ-جون في دور المراهق ميونغ-جون[10]
- بارك سونغ-هون في دور بارك سانغ-يون: في دور محقق جرائم عنيفة[9]
- يو-نا مثل تشوي رو-هي: فتاة عبقرية تبلغ من العمر 11 عامًا فقدت ذاكرتها.[11]
- كيم شين-روك في دور سيو هاي-اون: زوجة ميونغ جون السابقة.[12]
- كيم سانغ هو في دور بارك تشوي-وون: موظف في شركة أمنية.[13]
- سيو جاي-هي في دور مو يون-سيون: جراحة الأعصاب[14]
- كانغ يونغ-سوك في دور جاي دان: مدير صندوق.[15]

### دور داعم
- وو جي-هيون في تشوي تايك-جيوم: محامي[16]
- جونغ سون-وون في دور تشاي جونغ-مان: المحقق الذي هو شريك سانغ-يون[17]
- جو ها في دور سو جين-يو: والدة رو-هي[18]
- كيم دونغ-وون[19]

## المشاهدات
| الموسم | الموسم | رقم الحلقة | رقم الحلقة | رقم الحلقة | رقم الحلقة | رقم الحلقة | رقم الحلقة | رقم الحلقة | رقم الحلقة | رقم الحلقة | رقم الحلقة | رقم الحلقة | رقم الحلقة | المتوسط |
| الموسم | الموسم | 1          | 2          | 3          | 4          | 5          | 6          | 7          | 8          | 9          | 10         | 11         | 12         | المتوسط |
| ------ | ------ | ---------- | ---------- | ---------- | ---------- | ---------- | ---------- | ---------- | ---------- | ---------- | ---------- | ---------- | ---------- | ------- |
|        | 1      | 417        | 321        | 658        | 696        | 798        | 708        | 813        | 925        | 946        | 997        | 953        | 1178       | 784     |

| رقم   | تاريخ البث     | تقييمات (نيلسن كوريا) | تقييمات (نيلسن كوريا) |
| رقم   | تاريخ البث     | علي الصعيد الوطني     | سيئول                 |
| ----- | -------------- | --------------------- | --------------------- |
| 1     | 13 سبتمبر 2023 | 1.833%                | 1.840%                |
| 2     | 14 سبتمبر 2023 | 1.450%                | 1.445%                |
| 3     | 20 سبتمبر 2021 | 3.094%                | 2.713%                |
| 4     | 21 سبتمبر 2023 | 3.605%                | 3.382%                |
| 5     | 27 سبتمبر 2023 | 3.495%                | 3.452%                |
| 6     | 28 سبتمبر 2023 | 3.195%                | 3.548%                |
| 7     | 5 أكتوبر 2023  | 3.955%                | 4.038%                |
| 8     | 11 أكتوبر 2023 | 4.144%                | 4.439%                |
| 9     | 12 أكتوبر 2023 | 4.177%                | 4.258%                |
| 10    | 18 أكتوبر 2023 | 4.262%                | 4.345%                |
| 11    | 19 أكتوبر 2023 | 4.269%                | 4.522%                |
| 12    | 25 أكتوبر 2023 | 5.245%                | 5.495%                |
| متوسط | متوسط          | 3.560%                | 3.623%                |

## الإنتاج

### صناعة
من كتابة كيم جي يونغ الذي اكتب العديد من الافلام، واخراج من قبل بارك يو-يونغ من اعماله عائلة نموذجيه (2022). وانتاج من قبل شركة الإنتاج AStory بتعاون مع قسم كي تي استوديو (كي تي استوديو هو قسم تخطيط وانتاج المحتوى التابع لمجموعة كي تي المالكة ايضاً لي ENA.

### طاقم
اختيرت الممثلة يو-نا لدور تشوي رو-هي من خلال اختبار بين 500 مشارك.

### البث الدولي
في مايو 2023 ، أعلنت شركة الإنتاج AStory أنها وقعت عقد توريد ترخيص مع أمازون لحقوق العرض الحصرية للمسلسل.

## نسخة أخرى
في 2 يونيو 2025، أعلن انه سيتم انتاج نسخة جديدة يابانية، ومن المقرر عرضه في صيف 2025.

## روابط خارجية
- الموقع الرسمي
 (بالكورية)
- يوم الاختطاف على موقع IMDb (الإنجليزية)
- يوم الاختطاف على موقع فيلمافينيتي (الإسبانية)
- يوم الاختطاف على موقع قاعدة بيانات الفيلم (الإنجليزية)
- يوم الاختطاف على هانسينما